# بانیول-سور-مر
بانیول-سور-مر (به فرانسوی: Banyuls-sur-Mer) یک کمون در فرانسه با جمعیت ۴٬۷۲۳ نفر است که در Canton of Côte Vermeille واقع شده‌است.